# Másnak tűnő szerelem
A Másnak tűnő szerelem  (eredeti cím: El amor no es como lo pintan), 2000 és 2001 között vetített mexikói telenovella, amit Eric Vonn alkotott. A főbb szerepekben Vanessa Acosta, Héctor Soberón, Gina Romand, Betty Monroe, Víctor González és Sergio Klainer látható.
Mexikóban 2000. augusztus 28-án az Azteca 13, Magyarországon 2003. május 22-én a Zone Romantica mutatta be.

## Történet
Alicia intelligens, de a külsejével nem hódíthat. Rolando Segovia felismerve Alicia tehetségét alkalmazza cégénél, a Segovia y Segovia-nál. Rolando, aki csalódott fiaiban, úgy dönt, hogy vagyonát Alicia-ra hagyja. Felesége, Dunia, hogy a család vagyonát visszaszerezze választás elé állítja fiait, egyiküknek el kell venni a csúnya lányt. Mivel Alicia régóta vonzódik Césarhoz, akivel korábban ismeretlenül chatelt az interneten, rá vár a feladat, hogy feleségül vegye a lányt. César beleszeret a lányba, de korábbi barátnője, Marisela sem kíván harc nélkül lemondani róla.

## Szereplők
| Színész                 | Szerep                                                 | Megjegyzés | Magyar hangok                                 |
| ----------------------- | ------------------------------------------------------ | --- | --------------------------------------------- |
| Vanessa Acosta          | Alicia "Licha" Ramírez Campos / Desirée Ramírez Campos | Ikrek; Gerardo lánya, Juanito testvére, Alma és Cynthia barátnője / Clotilde lánya, Carlos és Aurora barátnője | Gajai Ágnes (Alicia) Újlaki Brigitta          |
| Héctor Soberón          | César Segovia Sabatié 'Felipe Sabatié'                 | Rendező, Dunia és Rolando fia, Alberto testvére, Marisela barátja                                              | Kiss Csaba                                    |
| Gina Romand             | Dunia Sabatié de Segovia                               | Rolando felesége, César és Alberto édesanyja                                                                   | Márton Erzsébet                               |
| Betty Monroe            | Marisela Aguilera Cienfuegos                           | Sonia lánya, Lena barátnője                                                                                    | Tóth Tünde                                    |
| Víctor González         | Alberto "Beto" Segovia Sabatié                         | Dunia és Rolando fia, César testvére                                                                           | Lélek Sándor                                  |
| Rosenda Monteros        | María Elena "Mamá Nena" Chiquini Vda. de Ramírez       | Aerobic-oktató, Gerardo édesanyja, Alicia és Juanito nagymamája                                                | Fábián Enikő (1. hang) Kovács Enikő (2. hang) |
| Sergio Klainer          | Manuel Segovia                                         | A Segovia y Segovia alelnöke, Silvia férje, Jorge édesapja                                                     | Ács Tibor                                     |
| Rodrigo Cachero         | Javier Galán Batres                                    | Cecilia és Reinaldo fia, César barátja                                                                         | Hanyecz Róbert                                |
| Aarón Beas              | Jorge Segovia                                          | Autóversenyző, Silvia és Manuel fia, César és Alberto unokatestvére                                            | Szőke Kavinszky András                        |
| Guillermo Murray        | José María Ibáñez "El señor X"                         | Julián és Paulina édesapja                                                                                     | Dobos Imre                                    |
| José Loza               | Rolando Segovia                                        | A Segovia és Segovia-cég társtulajdonosa, Dunia férje, César, Alberto és Ricardito édesapja                    | Dobos Imre                                    |
| Christian Cataldi       | Julián Ibáñez                                          | José María fia                                                                                                 | Kovács Levente                                |
| Liza Carvajal           | Paulina Ibañez                                         | Jose María lánya, Julián testvére                                                                              | Kiss Gabi                                     |
| Kenya Mori              | Alma Alvarado                                          | Alkalmazott a Segovia y Segovia-cégnél , Carolina és Enrique lánya, Alicia barátnője, Jaime felesége           | Kiss Gabi                                     |
| Vanessa Villela         | Cynthia Rico                                           | Martha és Pablo lánya, Alicia és Alma barátnője                                                                | Laczó Júlia (1. hang) Dankó Melinda (2. hang) |
| Andrés Palacios         | Jaime "Neco" Galán Pérez                               | Engracia és Reinaldo fia, Alma férje, Pepe és Carlos barátja                                                   | Szotyori József                               |
| Ana La Salvia           | Lena                                                   | Marisela barátnője                                                                                             | Stéfán-Bodor Mária                            |
| Arturo Beristáin        | Gerardo Ramírez Chiquini                               | Ma. Elena fia, Alicia és Juanito édesapja                                                                      | Hajdú Géza                                    |
| Gina Morett             | Clotilde Campos                                        | Desirée édesanyja                                                                                              | Firtos Edit                                   |
| Eva Prado               | Silvia de Segovia                                      | Manuel felesége, Jorge édesanyja                                                                               | Firtos Edit                                   |
| Susana Alexander        | Daniela Cienfuegos                                     | Marisela nagynénje                                                                                             | Bányai Irén                                   |
| Margot Wagner           | Fátima                                                 | Arturo felesége, Carmela édesanyja                                                                             | Bányai Irén                                   |
| Carmen del Valle        | Sonia Cienfuegos de Aguilera                           | Marisela édesanyja                                                                                             | Rácz Mari                                     |
| Rodolfo Arias           | Pablo Rico                                             | Martha férje, Cynthia édesapja                                                                                 | Török Sándor                                  |
| Elizabeth Guindi        | Martha de Rico                                         | Pablo felesége, Cynthia édesapja                                                                               | Németi Emese                                  |
| Miguel Couturier        | Enrique Álvarado                                       | Carolina férje, Alma édesapja                                                                                  | Medgyesfalvy Sándor                           |
| Nubia Martí             | Carolina de Alvarado                                   | Enrique felesége, Alma édesanyja                                                                               | Molnár Júlia                                  |
| Regina Torné            | Engracia Valdés                                        | Jaime édesanyja                                                                                                | Csíki Ibolya                                  |
| Bárbara Eibenshutz      | Cecilia Batres                                         | Tanítónő, Javier édesanyja                                                                                     | Kovács Márta                                  |
| Roberto Medina          | Rafael                                                 | Alkalmazott a Segovia y Segovia-cégnél                                                                         | Daróczy István                                |
| Enoc Leaño              | Darío                                                  | Lucía férje, Rafael testvére                                                                                   | Dimény Levente                                |
| Dunia Saldívar          | Paquita                                                | Házvezetőnő a Segovia-házban                                                                                   | Körner Anna                                   |
| Rosalba Bramila         | Adela                                                  | Daniel felesége, Rosario édesanyja                                                                             | Körner Anna                                   |
| Fernando Sarfati        | Reinaldo Galán                                         | Jaime és Javier édesapja                                                                                       | Szabó Barna                                   |
| José Ramón Escorza      | Anselmo atya                                           | Pap | Szabó Barna                                   |
| René Campero            | Adriano atya                                           | Pap | Seres Lajos                                   |
| Martha Itzel            | Rosario 'Chayito'                                      | Alkalmazott a Segovia y Segovia-cégnél, Adela lánya, Alicia barátnője, Jorge felesége                          | Takács Melinda                                |
| Alejandro Gaytán        | Carlos                                                 | Jaime és Desirée barátja, Karla férje                                                                          | Árkosi Adrián                                 |
| Rodrigo Mejía           | José 'Pepe'                                            | Jaime munkatársa és barátja                                                                                    | Árkosi Adrián                                 |
| Alejandra Lazcano       | Karla                                                  | Rogelio lánya, Carlos felesége                                                                                 | Debelka Mária                                 |
| Carlos East jr.         | Andrés                                                 | Romelia és Nicolás fia                                                                                         | Ferenczi András                               |
| Germán Valdéz           | Mariano                                                | | Ferenczi András                               |
| Pablo Azar              | Conrado 'Coco'                                         | Romelia és Nicolás fia                                                                                         | Nagy Vince Ádám                               |
| Bertha Kaim             | Aurora                                                 | José María unokahúga, Desirée barátnője                                                                        | Fodor Réka                                    |
| Mercedes Olea           | Carmen                                                 | Alkalmazott a Segovia y Segovia-cégnél, Arturo és Fátima lánya                                                 | Fodor Réka                                    |
| René Gatica             | Daniel                                                 | Chayito mostohaapja                                                                                            | Meleg Vilmos                                  |
| Fidel Garriga           | Rogelio Orozco                                         | Közjegyző, Karla édesapja                                                                                      | Meleg Vilmos                                  |
| Jonadyka Muriel         | Lucía                                                  | Cynthia főnöke, Dario felesége                                                                                 |                                               |
| Alma Martínez           | Madre Superiora                                        | |                                               |
| Manuel Francisco Valdéz | Juanito Ramírez                                        | Gerardo és Soledad fia, Alicia testvére                                                                        | Miklósi Gellért                               |
| José Antonio Duch       | Ricardo "Ricardito" Segovia                            | Rolando fia | Piroska Katalin                               |
| Nur                     | Susana Oviedo                                          | | Piroska Katalin                               |

## Korábbi verzió
Az 1999-es kolumbiai Betty, a csúnya lány Ana María Orozco és Jorge Enrique Abello főszereplésével.